# Râul Rebi
Râul Rebi este un curs de apă, afluent al râului Valea Nouă. 

## Hărți
- Harta munții Apuseni